# Holopediidae
Holopediidae is een familie van kreeftachtigen uit de klasse van de Branchiopoda (blad- of kieuwpootkreeftjes).

## Geslacht
- Holopedium Zaddach, 1855